# Autobahn (singel)

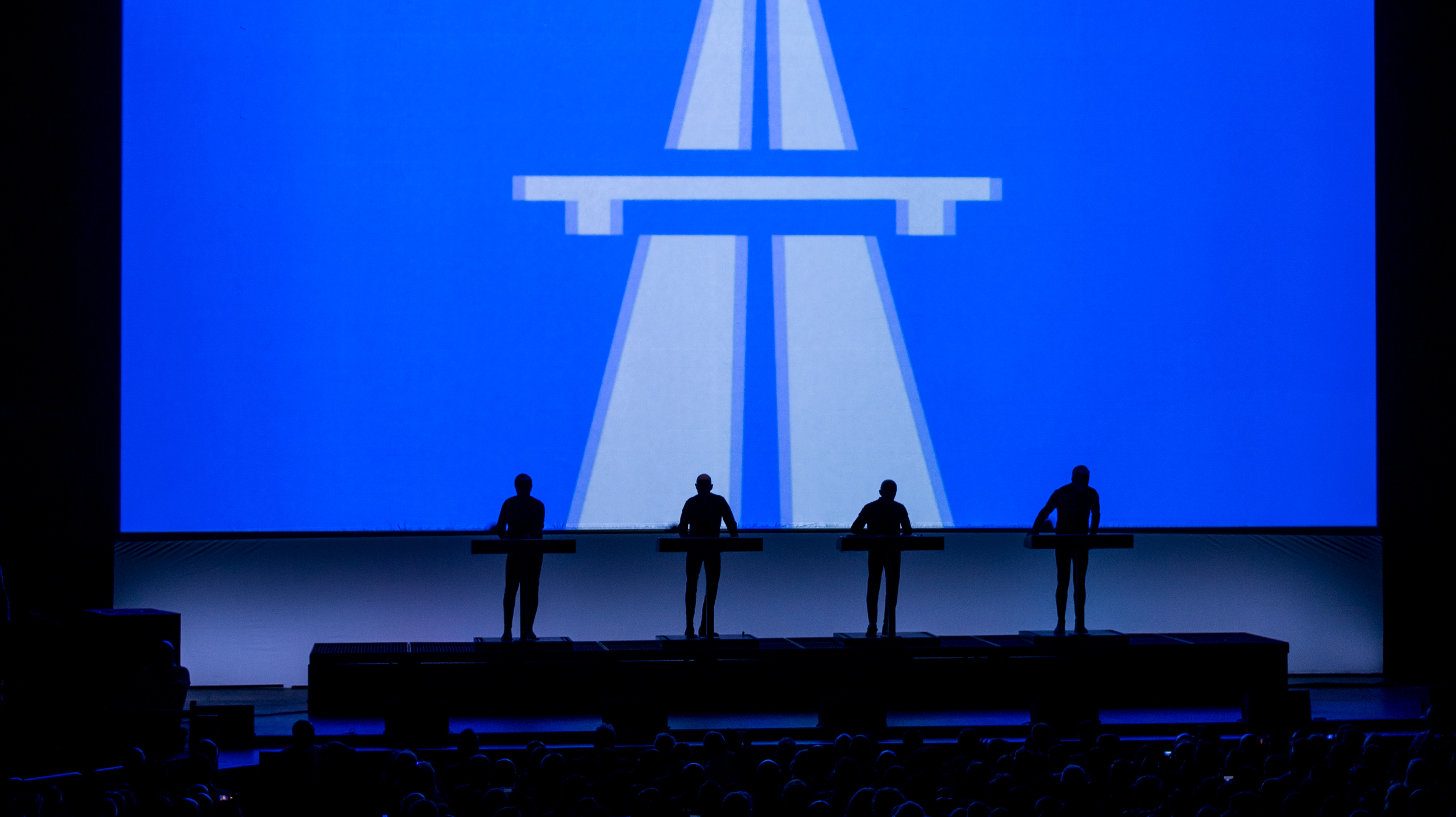
Kraftwerk wykonuje „Autobahn” w Royal Albert Hall w Londynie, 2017

Autobahn – utwór muzyczny niemieckiej grupy Kraftwerk, wydany na ich płycie pod tym samym tytułem w 1974 roku.
Głównymi twórcami utworu są Ralf Hütter i Florian Schneider, choć współpracownik zespołu Emil Schult udzielił się też przy pisaniu tekstu piosenki. Temat nagrania został zainspirowany podróżami po tytułowych niemieckich autostradach Volkswagenem Garbusem należącym do Hüttera. Trwająca ponad 22 minuty piosenka zajmowała całą stronę A płyty Autobahn, ale na wydaniach singlowych została zedytowana do długości ok. trzech minut. Utwór spotkał się z sukcesem na listach przebojów nie tylko w Niemczech, ale też m.in. w Wielkiej Brytanii i USA, torując zespołowi drogę do międzynarodowej kariery.

## Lista ścieżek
- Singel 7-calowy (Wydanie niemieckie)

A. „Autobahn” – 3:28
B. „Morgenspaziergang” – 4:02
- Singel 7-calowy (Wydanie angielskie)

A. „Autobahn” – 3:05
B. „Kometenmelodie 1” – 6:24
- Digital download (2019)[2]

1. „Autobahn” (Single Edit) – 4:35

## Pozycje na listach
| Kraj              | Pozycja |
| ----------------- | ------- |
| Holandia          | 16      |
| Irlandia          | 20      |
| Niemcy            | 9       |
| Nowa Zelandia     | 4       |
| Stany Zjednoczone | 25      |
| Wielka Brytania   | 11      |